# Dolný Bar

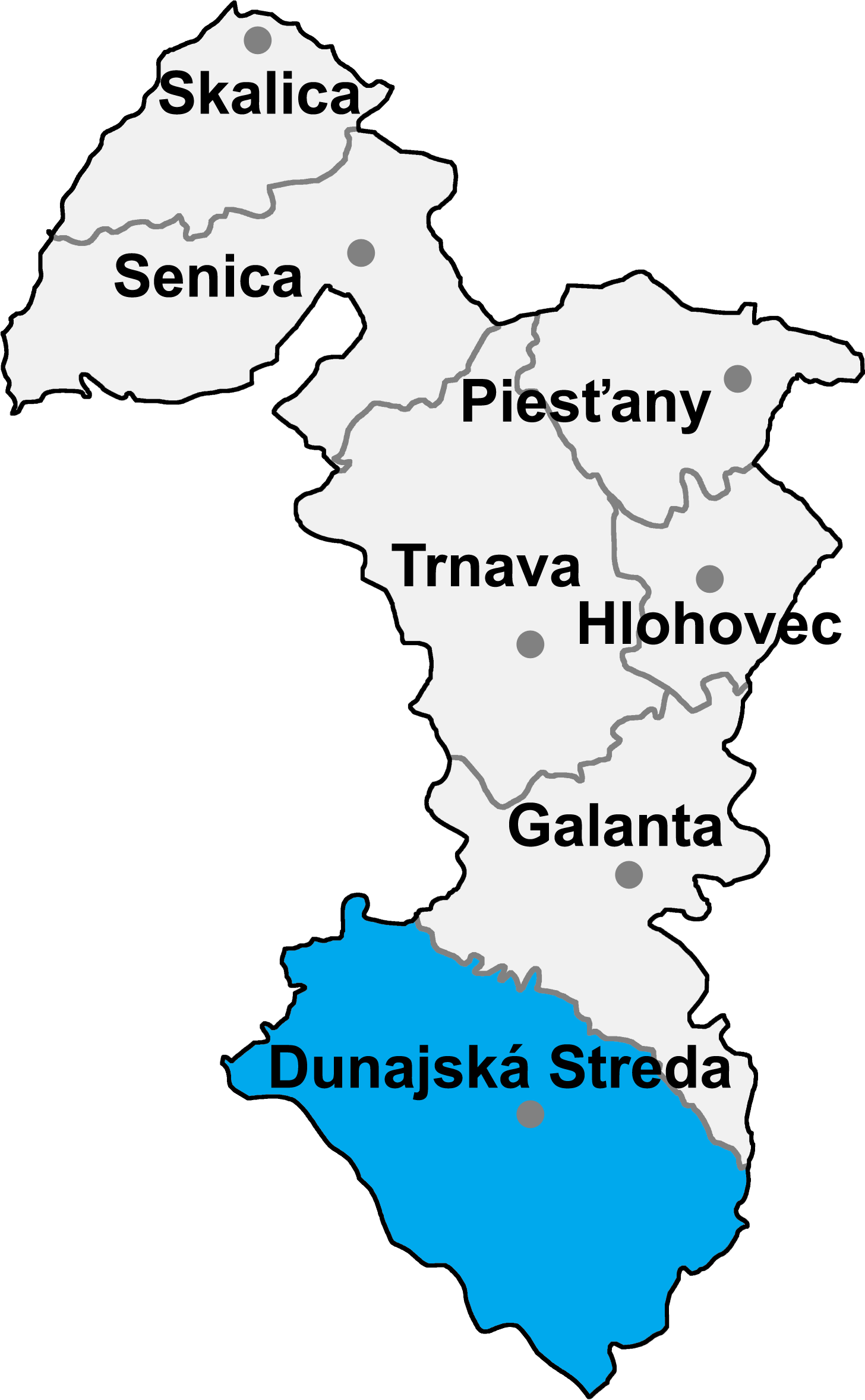
Localização de Dunajská Streda (distrito) na Trnava (região)

O Distrito eslovaco de Dolný Bar  é um dos sessenta e quatro municípios que formam a Distrito de Dunajská Streda, situada em Região de Trnava, Eslováquia.

## Demografia
| Ano:        | 1994 | 2004    | 2014   | 2024    |
| ----------- | ---- | ------- | ------ | ------- |
| Broj ljudi: | 474  | 560     | 610    | 1023    |
| Razlika:    |      | +18,14% | +8,92% | +67,70% |

| Ano:               | 2023 | 2024   |
| ------------------ | ---- | ------ |
| Número de pessoas: | 989  | 1023   |
| Diferença:         |      | +3,43% |